# (9271) Trimble
Pour les articles homonymes, voir Trimble.
(9271) Trimble est un astéroïde de la ceinture principale.

## Description
(9271) Trimble est un astéroïde de la ceinture principale. Il fut découvert le 7 novembre 1978 à l'observatoire Palomar par Eleanor Francis Helin et Schelte J. Bus. Il présente une orbite caractérisée par un demi-grand axe de 3,00 UA, une excentricité de 0,02 et une inclinaison de 4,8° par rapport à l'écliptique.
Il est nommé en l'honneur de l'astronome américaine Virginia Trimble.